# فيكرم سامفات

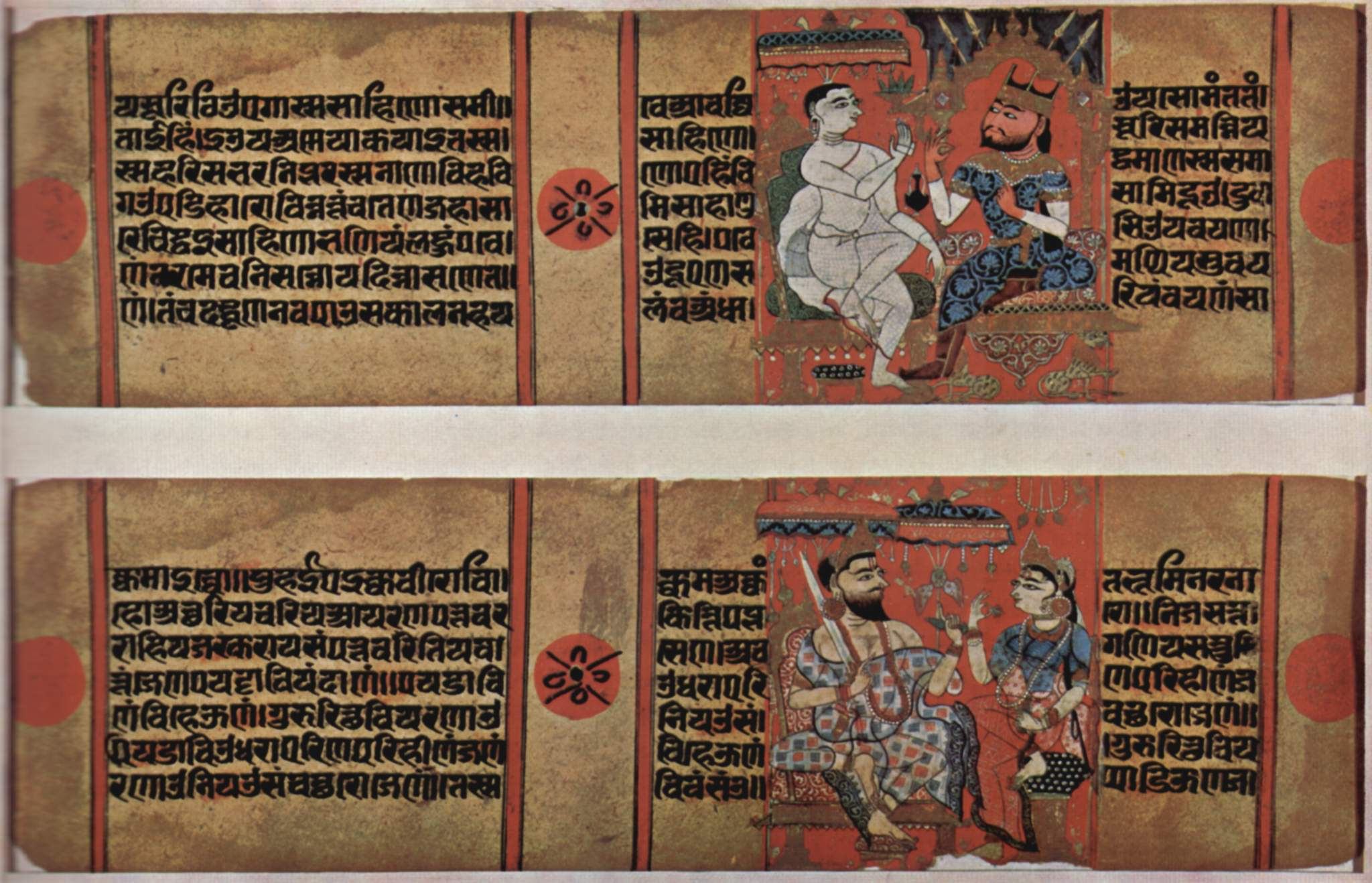

بيكرم سامفات (بالإنجليزية: Vikram Samvat وبالنيبالية: विक्रम सम्वत्K واختصاراً V.S أو B.S) هو التقويم الهندوسي التاريخي الرسمي في نيبال. يَستخدم التقويم الأشهر القمرية والسنة الشمسية الفلكية معاً، ويشمل نظامين بديلين: أحدهما في نيبال والآخر في غرب وجنوب الهند. يسبق تقويم بيكرم سامفات الشمسي قمري التقويم الغريغوري الميلادي (الشمسي) بــ 56.7 سنة. فعلى سبيل المثال فقد بدأ العام 2074 VS في عام 2017 ميلادية وسوف ينتهي في عام 2018.
جعل حكام نيبال تقويم بيكرم سامفات التقويم الهندوسي الرسمي في عام 1901م، والذي كان يوافق عام VS 1958.

## الثقافة
تعد رأس السنة الجديدة حسب تقويم بيكرم سامفات من بين المهرجانات العديدة التي يُحتفل بها في النيبال، فتقام الاحتفالات وتجتمع العائلات لتبادل التهاني والمشاركة في طقوس تقليدية لتحقيق الحظ السعيد في السنة المقبلة. تجري في منتصف شهر أبريل كل عام، وتتزامن مع السنة التقليدية الجديدة في آسام وأوديشا وبورما وبنجاب وبنغال وتاميل نادو وتايلاند وكمبوديا وكيرلا وكشمير ومانيبور وسريلانكا.